# Slobodno penjanje
Slobodno penjanje je  disciplina odnosno način penjanja u sportsko penjačkim i   alpinističkim  smerovima. Osnovna karakteristika slobodnog penjanja  je što u njemu nije dozvoljeno korišćenje opreme za penjanje, već se koristi vlastita snaga i spretnost, a oprema služi isključivo za osiguranje od padova.
Termin slobodno penjanje često se koristi misleći na sportsko penjanje. 
Za razliku od sportskog penjanja, slobodno penjanje zapravo nije zaseban sport, več opis načina na koji se savladao ili namerava savladati alpinistički uspon, odnosno sportski penjački smer.

## Spoljašnje veze
- Planinarenje - ekstremni sportovi